# غراهام باربر
غراهام باربر (بالإنجليزية: Graham Barber)‏ هو حكم كرة قدم بريطاني، ولد في 5 يونيو 1958 في Tring ‏ في المملكة المتحدة.

## وصلات خارجية
- غراهام باربر على موقع Soccerway.com (الإنجليزية)